# Nostorf
Nostorf is een gemeente in de Duitse deelstaat Mecklenburg-Voor-Pommeren en maakt deel uit van het Landkreis Ludwigslust-Parchim.

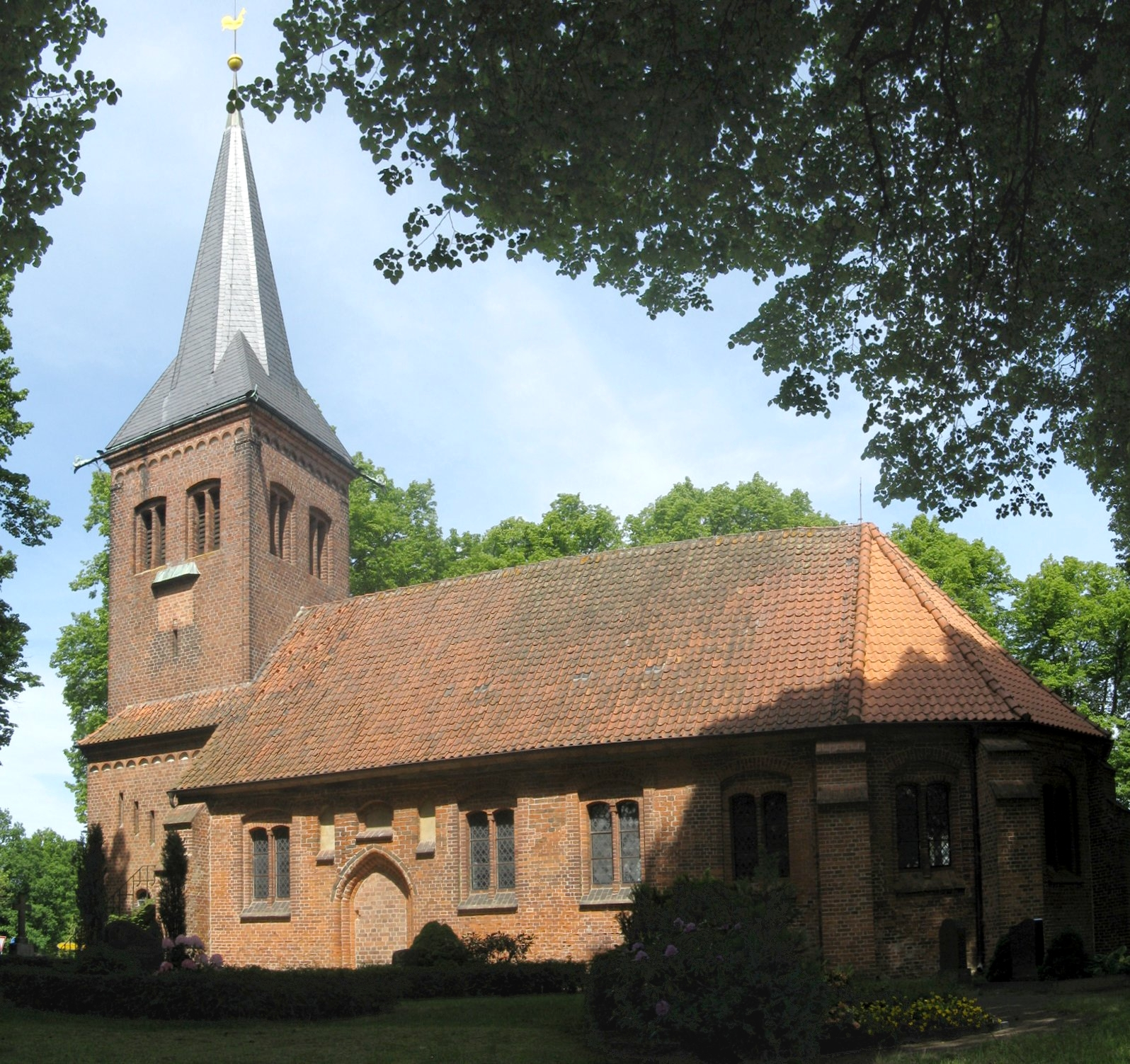
Kerk in Nostorf

Nostorf telt 672 inwoners.